# Leptecho scirpi
Leptecho scirpi är en nattsländeart som beskrevs av Barnard 1934. Leptecho scirpi ingår i släktet Leptecho och familjen långhornssländor. Inga underarter finns listade i Catalogue of Life.